# Natalândia
Natalândia – miasto i gmina w Brazylii, w stanie Minas Gerais.